# Lueginsland

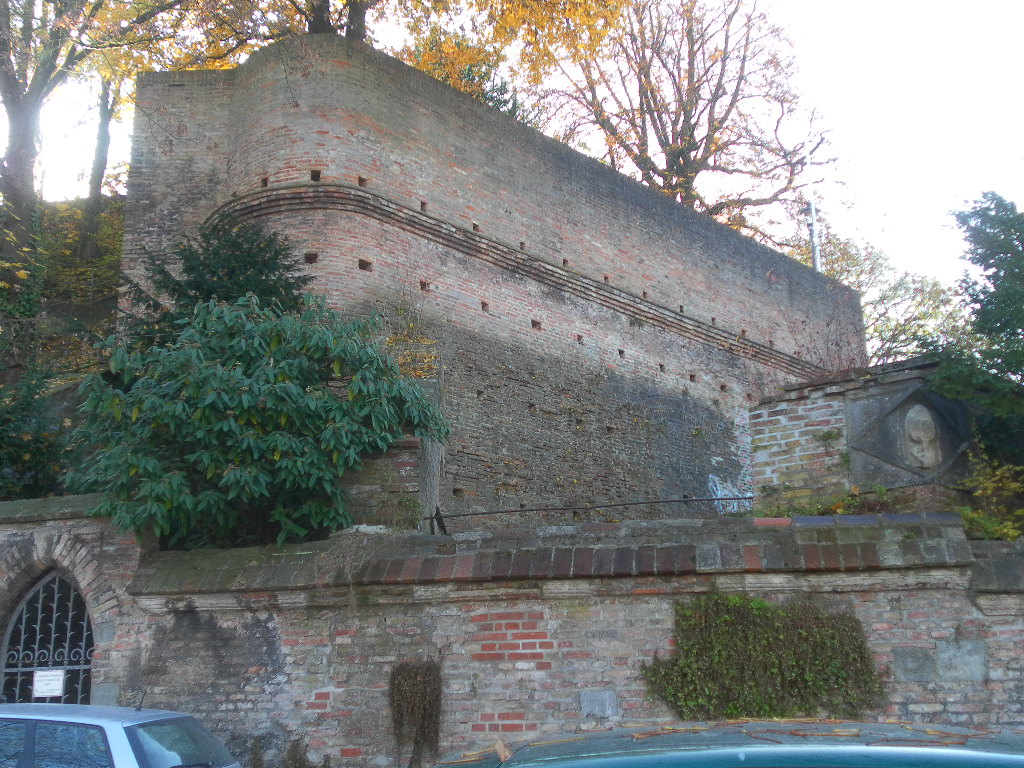
Blick von der Herwartstraße auf die ehemalige Bastion Lueginsland (2011)

Das Lueginsland (ehemals auch Luginsland) ist eine bis heute erhaltene Festungsanlage der ehemaligen Stadtbefestigung am nordöstlichen Rand der Augsburger Innenstadt im Stadtbezirk Bleich und Pfärrle. Ursprünglich befand sich dort ab dem Jahre 1430 ein Turm zu Beobachtung des Umlandes. Mitte des 16. Jahrhunderts erfolgte dann der Ausbau zur Bastion. Nach Aufhebung der Festungseigenschaft Augsburgs im Jahre 1866 blieb die Anlage zum Teil erhalten und wurde bis zur Gegenwart mehrere Male saniert. Das Bauwerk ist als Baudenkmal in die Bayerische Denkmalliste eingetragen.
Der Name „Lueginsland“ geht zurück auf das Wort lugen, was soviel bedeutet wie „aufmerksam Ausschau halten“.

## Geschichte

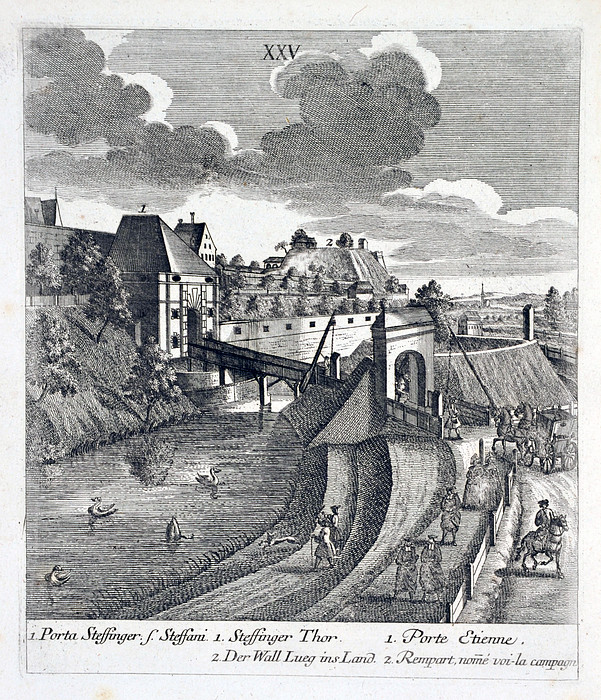
Im Bildhintergrund „der Wall Lueg ins Land“, im Vordergrund das ehemalige Stephingertor (um 1818)

Auf Anraten des Kaisers Sigismund von Luxemburg im Jahre 1430 errichtete die Stadt bis 1438 zunächst einen achtstöckigen Beobachtungsturm für 6.000 Gulden. Ende des 15. Jahrhunderts wurde dieser jedoch durch ein von Blitzschlag entfachtes Feuer wieder zerstört. 1515 erfolgte der Wiederaufbau nach einem hölzernen Modell von Adolf Daucher d. Ä.
Zwischen 1532 und 1533 wurde der erneut durch Blitzschlag beschädigte Turm abgetragen und stattdessen mit der Anlage einer Bastion begonnen. In mehreren Bauabschnitten wurde das Bauwerk schließlich bis 1553 fertiggestellt und mit bis zu 21 Kanonen ausgestattet.
Auf Befehl der französischen Truppen, die sich während des Spanischen Erbfolgekrieges um 1704 in Augsburg verschanzten, wurde die Anlage neu befestigt und zur Zitadelle ausgebaut. In den Jahren 1705 bis 1707 wurden die Anbauten allerdings wieder abgetragen.
1866 erfolgte die Aufhebung der Festungseigenschaft Augsburgs, sodass auch die Lueginsland-Bastion ihre Bedeutung verlor. Nachdem ein Teil der Anlage zurückgebaut worden war, wurde der Rest sich selbst überlassen. Aufgrund akuter Baufälligkeit begannen 1915 umfangreiche Sanierungsarbeiten. In diesem Zuge wandelte die Stadt die Anlage auch in eine öffentlich zugängliche Grünanlage um. Auf der oben gelegenen Fläche entstand zudem ein Bierkeller mit schattigen Kastanienbäume, der sich rasch zu einem beliebten Ausflugsziel entwickelte. Während des Zweiten Weltkrieges diente ein alter Kanonengang der Bevölkerung als Luftschutzraum.
In der Nachkriegszeit wurden Mitte der 1950er Jahre sowie in den 1980er Jahren weitere Sanierungsmaßnahmen zum Erhalt der Anlage durchgeführt und gleichzeitig das Gelände mit Treppen und Wegen erschlossen. Die letzte Mauerwerkssanierung fand zwischen 2015 und 2016 statt.

## Hexenbrunnen

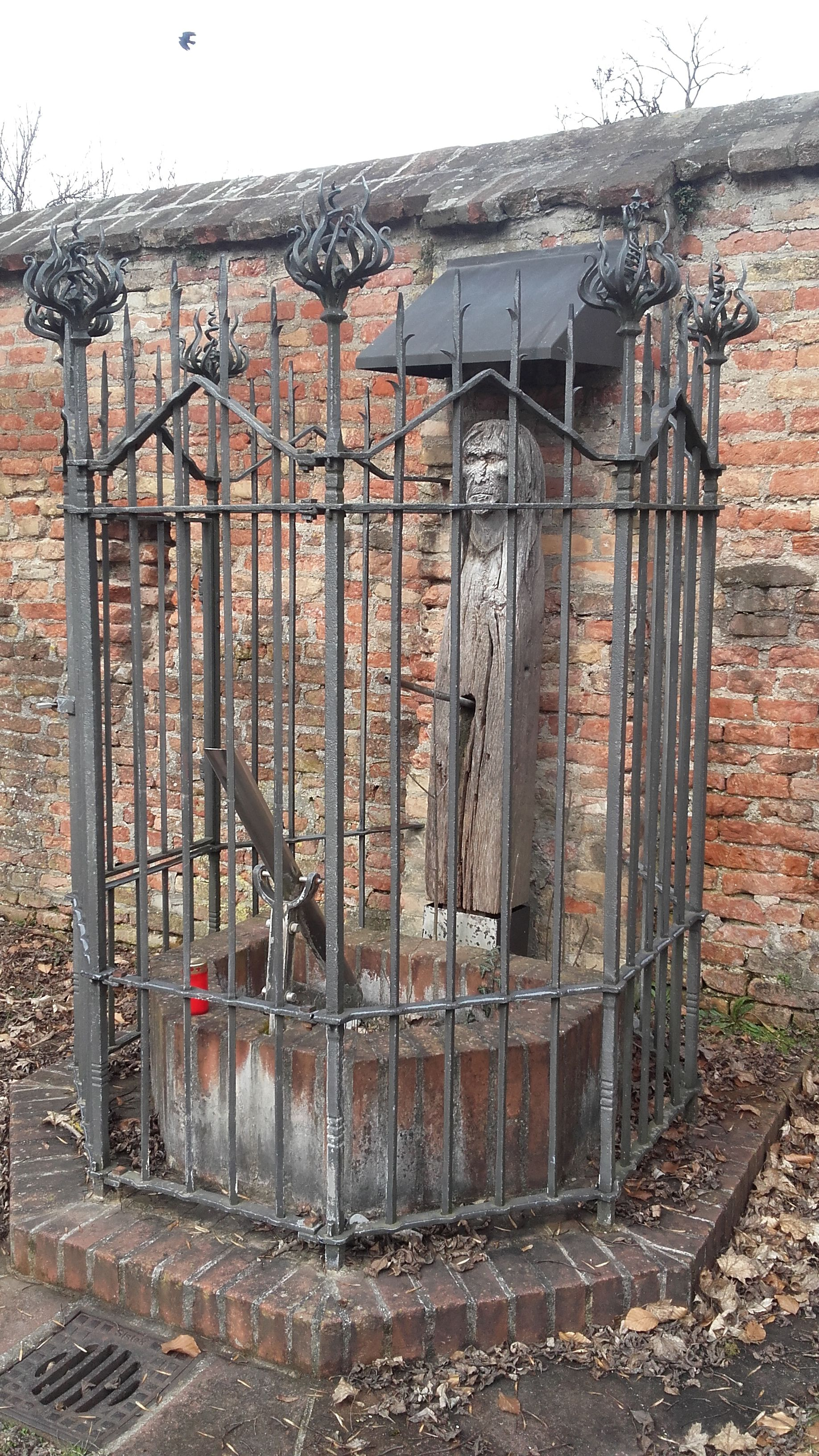
Der Hexenbrunnen

Westlich von der Bastion befindet sich ein Brunnen an der Stadtmauer (Standort). Der Augsburger Sage nach kamen in mittelalterlichen Hexenprozessen verurteilte Frauen hier vorbei und nahmen dort auf ihrem Weg zur Richtstätte einen letzten Schluck Wasser. Der Volksmund gab dem Brunnen daher den Namen Hexenbrunnen und auch die 1959 von Bildhauer Josef Wallner geschaffene Brunnenfigur nimmt darauf Bezug: grantig und mit nach unten gezogenen Mundwinkeln blickt die hölzerne Brunnenhexe seither ihr Gegenüber durch ein schmiedeeisernes Gitter an. Vorgelagert war ihr lange ein Brunnenbecken aus Beton. Bei der Sanierung im Jahre 1988 wurde ein Brunnenbecken aus Stein mit einer Kipprinne installiert.